# Campionat capverdià de futbol 2001
La temporada 2001 de la Lliga capverdiana de futbol fou la 22a edició d'aquesta competició de futbol de Cap Verd. Va començar el 7 d'abril i va finalitzar el 6 de juny. El torneig estava organitzat per la Federació Capverdiana de Futbol (FCF). El club Onze Unidos va guanyar el seu 1r títol. Cap club va participar en la Champions League de la CAF 2002 ni a la Copa de Campions de la CAF 2002. El sistema de competició fou el d'una lliga tots contra tots; no hi va haver una fase final amb el sistema d'eliminació directa.
El FC Derby era el defensor del títol. Van participar en la competició un total de 7 clubs, els campions de cada lliga insular. No va participar cap club de les illes de Boa Vista i Santiago, ja que les respectives competicions insulars havien estat cancel·lades.

## Clubs participants
- Nô Pintcha, guanyador de la Lliga de Brava de futbol
- Botafogo, guanyador de la Lliga de Fogo de futbol
- Onze Unidos, guanyador de la Lliga de Maio de futbol
- Académica do Sal, guanyador de la Lliga de Sal de futbol
- Solpontense, guanyador de la Lliga de Santo Antão de futbol
- FC Ultramarina, guanyador de la Lliga de São Nicolau de futbol
- FC Derby, guanyador de la Lliga de São Vicente de futbol

### Informació sobre els clubs
| Club             | Seu                     |
| ---------------- | ----------------------- |
| Académica do Sal | Espargos                |
| Botafogo         | São Filipe              |
| FC Derby         | Mindelo                 |
| Nô Pintcha       | Nova Sintra             |
| Onze Unidos      | Vila do Maio            |
| Solpontense      | Ponta do Sol            |
| FC Ultramarina   | Tarrafal de São Nicolau |

## Classificació
| Pos. | Equip            | PJ | PG | PE | PP | GF | GC | Dif.G | Pts. |
| ---- | ---------------- | -- | -- | -- | -- | -- | -- | ----- | ---- |
| 1    | Onze Unidos      | 6  | 4  | 2  | 0  | 8  | 3  | +5    | 14   |
| 2    | Académica do Sal | 6  | 4  | 1  | 1  | 10 | 5  | +5    | 13   |
| 3    | Botafogo         | 6  | 3  | 2  | 1  | 15 | 4  | +11   | 11   |
| 4    | Solpontense      | 6  | 2  | 3  | 1  | 10 | 8  | +2    | 9    |
| 5    | FC Derby         | 6  | 2  | 2  | 2  | 6  | 7  | -1    | 8    |
| 6    | FC Ultramarina   | 6  | 0  | 1  | 5  | 2  | 8  | -6    | 1    |
| 7    | Nô Pintcha       | 6  | 0  | 1  | 5  | 4  | 20 | -16   | 1    |

## Resultats
| Onze Unidos      | 1 - 0 | FC Derby       | 14 abril |
| Nô Pintcha       | 1 - 3 | Solpontense    | 15 abril |
| Académica do Sal | 2 - 0 | FC Ultramarina | 15 abril |

| Botafogo       | 1 - 1 | Onze Unidos      | 21 abril |
| FC Derby       | 0 - 0 | Académica do Sal | 21 abril |
| FC Ultramarina | 1 - 1 | Nô Pintcha       | 21 abril |

| Solpontense      | 1 - 0 | FC Ultramarina | 28 abril |
| Nô Pintcha       | 0 - 2 | FC Derby       | 28 abril |
| Académica do Sal | 1 - 0 | Botafogo       | 28 abril |

| Onze Unidos | 2 - 1 | Académica do Sal | 5 maig |
| Botafogo    | 8 - 0 | Nô Pintcha       | 5 maig |
| FC Derby    | 2 - 2 | Solpontense      | 5 maig |

| FC Ultramarina | 1 - 2 | FC Derby    | 12 maig |
| Solpontense    | 2 - 2 | Botafogo    | 12 maig |
| Nô Pintcha     | 1 - 3 | Onze Unidos | 12 maig |

| Onze Unidos      | 0 - 0 | Solpontense    | 19 maig |
| Botafogo         | 1 - 0 | FC Ultramarina | 26 maig |
| Académica do Sal | 3 - 1 | Nô Pintcha     | 2 juny  |

| Solpontense    | 2 - 3 | Académica do Sal | 26 maig |
| FC Ultramarina | 0 - 1 | Onze Unidos      | 2 juny  |
| FC Derby       | 0 - 3 | Botafogo         | 2 juny  |

| Guanyador Onze Unidos 1r títol |

## Estadístiques
- Victòria més àmplia: Botafogo FC 8-0 Nô Pintcha (5 maig)